# 時田則雄
時田 則雄（ときた のりお、1946年9月24日 - ）は、日本の歌人。十勝で農業を営みながら、文芸活動を行っている。

## 来歴
北海道帯広市生まれ。北海道帯広農業高等学校在学中から短歌を詠み始める。帯広畜産大学別科草地畜産専攻修了。
1964年、短歌結社「辛夷社」に入会。1980年、角川短歌賞受賞を皮切りに、1982年現代歌人協会賞、1987年北海道新聞短歌賞、1999年短歌研究賞、2009年読売文学賞および芸術選奨文部科学大臣賞など、数多くの受賞歴を持つ。
1992年、大塚陽子の後を引き継ぎ、『辛夷』編集発行人を務めたが、2011年に退会。2015年、同人誌『劇場』を創刊。北海道新聞「日曜文芸」選者。特定非営利活動法人十勝文化会議理事。
野原水嶺に師事。佐佐木幸綱の男歌の影響のもとに北海道の風土を描いた、躍動的でスケールの大きな歌風が特徴である。

## 受賞歴
- 1980年「一片の雲」50首で角川短歌賞受賞[2]
- 1982年『北方論』で現代歌人協会賞受賞[2]
- 1987年『凍土漂泊』で第2回北海道新聞短歌賞受賞[2]
- 1999年「巴旦杏」20首で第35回短歌研究賞受賞[2]
- 2009年 歌集『ポロシリ』で読売文学賞および芸術選奨文部科学大臣賞受賞[2]
- 2012年 北海道文化賞受賞[2]
- 2014年 地域文化功労者表彰

## 著書
- 『北方論』雁書館 1982
- 『緑野疾走』雁書館 1985
- 『凍土漂泊』雁書館 1986
- 『十勝劇場』雁書館 1991
- 『時田則雄歌集』砂子屋書房 1993（現代短歌文庫）
- 『夢のつづき』砂子屋書房 1997
- 『ペルシュロン』ながらみ書房 1999
- 『北の家族』家の光協会 1999
- 『石の歳月』雁書館 2003
- 『野男の短歌流』本阿弥書店 2005
- 『歌の鬼・野原水嶺秀歌』短歌研究社 2005
- 『野男伝』本阿弥書店 2006
- 『ポロシリ』角川書店 2008（角川短歌叢書）
- 『続時田則雄歌集』砂子屋書房 2008（現代短歌文庫）
- 『オペリペリケプ百姓譚』短歌研究社 2012
- 『みどりの卵』ながらみ書房 2015
- 『陽を翔るトラクター 農文一体』角川書店 2016
- 『樹のように石のように ポロシリ庵雑記帖』十勝毎日新聞社 2017
- 『エゾノギシギシ』現代短歌社 2017
- 『樹のように石のようにⅡ ポロシリ庵雑記帖』十勝毎日新聞社 2021